# Estlands presidentgemål
Estlands presidentgemål, även kallad Estlands första dam om det är en kvinna eller Estlands första herre om det är en man, är makan eller maken till Estlands president. Totalt har fem kvinnor och en man innehaft befattningen. Nuvarande innehavaren är sedan oktober 2021 Sirje Karis, fru till president Alar Karis.

## Lista över presidentgemåler
| Bild | Namn                    | Period                          | President            |
| ---- | ----------------------- | ------------------------------- | -------------------- |
|      | Helle Meri              | 6 oktober 1992–8 oktober 2001   | Lennart Meri         |
|      | Ingrid Rüütel           | 8 oktober 2001–9 oktober 2006   | Arnold Rüütel        |
|      | Evelin Ilves            | 9 oktober 2006–30 april 2015    | Toomas Hendrik Ilves |
|      | Vakant                  | 1 maj 2015–1 januari 2016       | Toomas Hendrik Ilves |
|      | Ieva Ilves              | 2 januari 2016–20 oktober 2016  | Toomas Hendrik Ilves |
|      | Georgi-Rene Maksimovski | 10 oktober 2016–11 oktober 2021 | Kersti Kaljulaid     |
|      | Sirje Karis             | 11 oktober 2021–                | Alar Karis           |